# Portada/efemèride juny 26
James Obergefell, el principal activista per la legalització del matrimoni homosexual als Estats Units, amb el seu advocat.
« 25 de juny · 26 de juny · 27 de juny »